# Australentulus victoriae
Australentulus victoriae är en urinsektsart som beskrevs av Sören Ludvig Paul Tuxen 1967. Australentulus victoriae ingår i släktet Australentulus och familjen lönntrevfotingar. Inga underarter finns listade.